# NGC 899
NGC 899 ist eine irreguläre Galaxie mit ausgedehnten Sternentstehungsgebieten vom Hubble-Typ IBm im Sternbild Walfisch südlich der Ekliptik. Sie ist schätzungsweise 68 Millionen Lichtjahre von der Milchstraße entfernt und hat einen Durchmesser von etwa 35.000 Lj. Gemeinsam mit NGC 907 und IC 223 bildet sie das gravitativ gebundene Galaxientrio KTS 16.

Das Objekt wurde das Objekt am 13. November 1835 vom britischen Astronomen John Herschel.